# Broadcast Film Critics Association Award for Best Cast
Critics' Choice Award for Best Acting Ensemble er en af priserne givet til folk, der arbejder i filmindustrien af Broadcast Film Critics Association.

## Liste over vindere og nominerede

### 2000'erne
- 2001: Gosford Park
  - Ocean's Eleven
  - The Royal Tenenbaums

- 2002: Chicago
  - The Hours
  - My Big Fat Greek Wedding

- 2003: Ringenes Herre - Kongen vender tilbage
  - A Mighty Wind
  - Love Actually
  - Mystic River

- 2004: Sideways
  - Closer
  - The Life Aquatic with Steve Zissou
  - Ocean's Twelve

- 2005: Crash
  - Good Night, and Good Luck
  - Rent
  - Sin City
  - Syriana

- 2006: Little Miss Sunshine
  - Babel
  - Bobby
  - The Departed
  - Dreamgirls
  - A Prairie Home Companion

- 2007: Hairspray
  - Before the Devil Knows You're Dead
  - Gone Baby Gone
  - Juno
  - No Country for Old Men
  - Sweeney Todd – Den Djævelske Barber fra Fleet Street

- 2008: Milk
  - Benjamin Buttons forunderlige liv
  - The Dark Knight
  - Doubt
  - Rachel Getting Married

- 2009: Inglourious Basterds
  - Nine
  - Precious
  - Star Trek
  - Up in the Air